# Abbas Sahhat

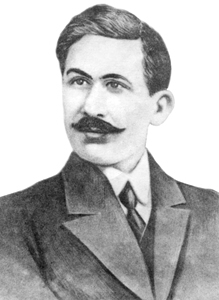
Abbas Sahhat

Abbas Sahhat (aserbaidschanisch Mehdizadə Abbas Əliabbas oğlu, * um 1874 in Şamaxı; † 1918 in Gəncə) war ein Dichter, Dramatiker und Übersetzer sowie Vertreter der Romantik in der aserbaidschanischen Literatur.

## Lebensbeschreibung
Abbas Sahhat wurde 1874 in der Familie eines Mullahs in der Stadt Şamaxı geboren. Er studierte Medizin in Maschhad und Teheran. 1901 kehrte er nach  Şamaxı zurück und unterrichtete an der Realschule die aserbaidschanische Sprache. In dieser Zeit begann seine literarische Karriere. Seit dem Jahr 1903 begann er, Artikel in der Zeitung Shargi-Rus zu veröffentlichen.  Im Jahr 1905 veröffentlichte er einen Artikel unter dem Titel Wie soll die neue Dichtung sein?, dann die Gedichte Poetische Rede, Ode an die  Freiheit, Stimme des Wiedererwachens.
Abbas Sahat, der Verfechter der Idee Schulen im  neuen Stil war, schloss sich der romantischen Bewegung der aserbaidschanischen Literatur unter der Führung von Ali bay Huseynzada an (Zeitschrift Fuyuzat,  1906–1907).
Abbas Sahhat veröffentlichte seine Schriften in dieser Zeit regelmäßig in Zeitschriften und Zeitungen in Baku. Er übersetzte für die aserbaidschanischen Leser die Werke der russischen (Lermontow, Puschkin, Krylov, Nadson, Maxim Gorki und andere), französischen (Hugo, Muss, Sulli-Prudom und s.) sowie der deutschen Dichter und Schriftsteller.
Die Gedichtsammlung der Dichter unter dem Titel Gebrochene Saz und eine Sammlung von Übersetzungen von Werken der  russischen und westeuropäischen Dichter unter dem Titel Westliche Sonne kamen 1912 heraus. Nach einiger Zeit wurden das Gedicht Mut von Ahmed und ein romantisches Gedicht Der Dichter, Muse und Städter 1916 veröffentlicht.
Die Werke von Hāfiz, Saadi, Nezāmi und anderen klassischen persischen Dichtern beeinflussten die Dichtkunst von Abbas Sahhat; zur gleichen Zeit interessierte er sich für die  Literatur der türkischen Völker und insbesondere für das Werk von Tofik Fikret.
Abbas Sahhat schätzte die Idee einer liberalen Bourgeoisie in Aserbaidschan und erhob Einwände gegen die Abkehr von islamischen Werten. Er  unterstützte die Idee Westlertum des gemeinsamen Moslems in seinen Werken. Seine schönsten Werken widmete er der iranischen Revolution im Jahr 1908.
Der Dichter war eng befreundet mit dem Dichter Mirza Alakbar Sabir. Beide lebten in der Stadt Şamaxı, was dabei eine wichtige Rolle spielte. Manchmal besuchten sie gemeinsam Baku.

## Werke
- Unwissenheit oder  Glück einer Waise. Baku: 1914
- Gebrochen Saz. Baku: 1912,
- Armut ist kein Laster, (Komödie in 2 Akten).
- Westliche Sonne (Übersetzungssammlung). Baku: 1912.
- Petroleumquelle, (Komödie in 1 Akt). Baku: 1912.
- Lehrbuch für die 3-jährige  Lehre der aserbaidschanischen Sprache (Mit dem Herrn Mahmudbeyov), Baku: 1912.